# Love Songs (álbum de Ayumi Hamasaki)
Love songs é o décimo segundo álbum de estúdio da cantora japonesa Ayumi Hamasaki, lançado no dia 22 de Dezembro de 2010 pela gravadora Avex Trax. O álbum foi lançado nos formatos CD, CD+DVD e é o seu segundo álbum a ser lançado em versão USB, também foi lançado em versões limitadas: microSD, Fotobook em dimensões de LP. A primeira prensagem do álbum também veio com embalagens especiais e um número de série para acessar conteúdo exclusivo na internet.
A versão ao vivo da música "Seven Days War" está presente apenas na versão limitada do álbum; a versão CD do álbum vem com a gravação em estúdio.
O álbum recebeu o certificado de Platina pela RIAJ, pelas mais de 250 mil cópias vendidias. A música "Love song" que foi lançada como rádio single foi certificado Ouro pelos mais de 100 mil downloads.

## Sobre o álbum
Segundo Ayumi o álbum é um presente de Natal para todos os seus fãs:
"Bom, é com orgulho que eu anuncio que lançarei um novo álbum como presente de Natal para todos vocês. "
Uma das faixas do álbum seria usada como tema musical do jogo Tales of Xillia, mas Ayumi preferiu escrever ela mesma uma nova canção para o jogo, em parceira com Tetsuya Komuro e Yuta Nakano. "Love Song" é o tema musical de Dezembro de 2010 da TV "Sukkiri!". O vídeo clipe da música Virgin Road foi indicado para concorrer no festival de música “SPACE SHOWER MUSIC VIDEO AWARDS”, junto com os vídeos clipes de outras cantora com Namie Amuro e Kato Miliyah
Para promover o lançamento de "Love songs", foram usado anúncios em vários lugares do Japão, Ayumi também participou de vários programas de televisão para promover o álbum. Ela cantou "Love Song" em BEST ARTIST 2010, e no MUSIC STATION SPECIAL, onde também cantou a música "M". Ayumi também se apresentou no CDTV Special onde cantou a música "MOON". Ela também cantou a música "Virgin Road" no 61º Kouhaku Utagassen. Ayumi também promoveu seus singles "crossroad" e "L", cantando as músicas durante o final da sua turnê especial Rock’n'Roll Circus Tour FINAL: 7days Special.
Ayumi esteve em Los Angeles em novembro de 2010 para gravar os vídeos clipes das músicas "Last Angel" e "Do It Again"

## Singles
O primeiro single do álbum MOON / blossom é também o primeiro single do "Projeto 50º Single". A música "MOON" é usada para promover o carro Honda ZEST Spark e a música "blossom" é usada em comerciais para promover "Zespri "Gold and Green Kiwi"". O segundo single "crossroad" é usado como tema nos comerciais da agência de turismo QUALITA. O terceiro single "L" foi lançado para comemorar o seu quinquagésimo single com o qual Ayumi quebrou o recorde de single consecutivos em 1º lugar na Oricon, com 25 singles estreando consecutivamente em 1º lugar.

## Turnê
A Turnê japonesa para promover o álbum seria a "ARENA TOUR 2011 A: HOTEL Love songs", mais devido a um forte terremoto que atingio o japão em março fez com que a turnê fosse cancelada e em m abril foi anunciado uma nova turnê para a divulgação do álbum no mês de maio, que passaria a se chamar: "Arena Tour 2011 A: Power of Music". A turnê ganhou duas versões especiais uma chamada de "POWER of MUSIC: 2011 A FINAL Chapter", que acontece durante os shows realizados entre os meses de setembro e outubro e um outra chamada de "POWER of MUSIC: 2011 A LIMITED EDITION" para os dois últimos shows da turnê realizados em Saitama.

## Alinhamento de faixas
Todas as letras escritas por Ayumi Hamasaki, exceto # 16 por Mitsuko Komuro. 
| CD  |                                   |                   |                  |         |  |
| N.º | Título                            | Música            | Arreglista(s)    | Duração |  |
| 1.  | "Love song (Som de Amor)"         | Tetsuya Komuro    | Yuta Nakano      | 4:21    |  |
| 2.  | "Crossroad (Estrada)"             | Tetsuya Komuro    | Tetsuya Komuro   | 4:46    |  |
| 3.  | "Moon (LUA)"                      | Yasuhiko Hoshino  | Yuta Nakano      | 5:47    |  |
| 4.  | "Sending Mail (enviando e-mail)"  | Tetsuya Komuro    | Yuta Nakano      | 4:32    |  |
| 5.  | "Last Angel (Ultimo Anjo)"        | Tetsuya Komuro    | CMJK             | 5:44    |  |
| 6.  | "Insomnia (insônia)"              | CMJK              | CMJK             | 2:02    |  |
| 7.  | "Like a Doll (Como uma boneca)"   | Tetsuya Komuro    | CMJK             | 4:57    |  |
| 8.  | "Aria (Maria)"                    | Yuta Nakano       | Yuta Nakano      | 1:35    |  |
| 9.  | "Blossom (Floração)"              | Yasuhiko Hoshino  | Yuta Nakano      | 4:07    |  |
| 10. | "Thank U (Obrigado)"              | Tetsuya Komuro    | Yuta Nakano      | 5:29    |  |
| 11. | "Sweet Season (Temporada Doce)"   | Noriyuki Makihara | Shingo Kobayashi | 5:04    |  |
| 12. | "Overture"                        | Yuta Nakano       | Yuta Nakano      | 1:46    |  |
| 13. | "Do it Again (Faça isso de novo)" | Tetsuya Komuro    | Yuta Nakano      | 5:51    |  |
| 14. | "November (Novembro)"             | Tetsuya Komuro    | CMJK             | 5:33    |  |
| 15. | "Virgin Road (Estrada Virgem)"    | Tetsuya Komuro    | Yuta Nakano      | 5:55    |  |

| Faixa bônus versão CD |                                                         |                |               |         |  |
| N.º                   | Título                                                  | Música         | Arreglista(s) | Duração |  |
| 16.                   | "Seven Days War (versão estúdio) (SETE DIAS DE GUERRA)" | Tetsuya Komuro | CMJK          | 5:00    |  |

| Faixa bônus versão CD+DVD,USB,microSD |                                                  |                |               |         |  |
| N.º                                   | Título                                           | Música         | Arreglista(s) | Duração |  |
| 16.                                   | "Seven Days War (Live at Yoyogi on Oct.11.2010)" | Tetsuya Komuro |               | 6:52    |  |

| DVD |                                         |         |  |
| N.º | Título                                  | Duração |  |
| 1.  | "MOON (Vídeo Clip)"                     | 5:55    |  |
| 2.  | "blossom (Vídeo Clip -director's cut-)" |         |  |
| 3.  | "crossroad (Vídeo Clip)"                | 4:53    |  |
| 4.  | "Sweet Season (Vídeo Clip)"             | 5:22    |  |
| 5.  | "Virgin Road (Vídeo Clip)"              | 5:52    |  |
| 6.  | "Last angel (Vídeo Clip)"               |         |  |
| 7.  | "Love song (Vídeo Clip)"                |         |  |
| 8.  | "do it again (Vídeo Clip)"              |         |  |
| 9.  | "MOON (Making-of)"                      | 3:55    |  |
| 10. | "crossroad (Making-of)"                 | 3:10    |  |
| 11. | "Sweet Season (Making-of)"              | 4:19    |  |
| 12. | "Virgin Road (Making-of)"               | 7:06    |  |
| 13. | "Last angel & Love song (Making-of #1)" |         |  |
| 14. | "Last angel & Love song (Making-of #2)" |         |  |
| 15. | "do it again (Making-of)"               |         |  |

| microSD |                                           |         |  |
| N.º     | Título                                    | Duração |  |
| 1.      | "MOON (Vídeo Clip)"                       | 5:55    |  |
| 2.      | "blossom (Vídeo Clip -diretor de corte-)" |         |  |
| 3.      | "crossroad (Vídeo Clip)"                  | 4:53    |  |
| 4.      | "Sweet Season (Vídeo Clip)"               | 5:22    |  |
| 5.      | "Virgin Road (Vídeo Clip)"                | 5:52    |  |
| 6.      | "Last angel (Vídeo Clip)"                 |         |  |
| 7.      | "Love song (Vídeo Clip)"                  |         |  |
| 8.      | "do it again (Vídeo Clip)"                |         |  |

## Datas de Lançamento
| País          | Data                   | Formato                     | Gravadora        |
| ------------- | ---------------------- | --------------------------- | ---------------- |
| Japão         | 22 de Dezembro de 2010 | CD, CD+DVD, microSD+USB+DVD | Avex Trax        |
| Taiwan        | 24 de Dezembro de 2010 | CD, CD+DVD                  | Avex Taiwan      |
| Hong Kong     | 30 de Dezembro de 2010 | CD, CD+DVD                  | Avex Asia        |
| Coreia do Sul | 7 de janeiro de 2011   | CD, CD+DVD                  | SM Entertainment |

## Oricon & Vendas
| Parada                | Posição | Total de Vendas | Semanas |
| --------------------- | ------- | --------------- | ------- |
| Oricon Parada Diária  | 1       | 70,609          | 20      |
| Oricon Parada Semanal | 1       | 180,048         | 20      |
| Oricon Parada Mensal  | 3       | 180,048         | 20      |
| Oricon Parada Anual   | 20      | 272,653         | 20      |